# Rafael Cepeda
Rafael Cepeda de la Fuente fue un revolucionario mexicano que participó en la Revolución mexicana.

## Biografía
Nació en Arteaga, Coahuila, el 4 de diciembre de 1872, siendo el segundo hijo de don Francisco Cepeda y de doña Manuela de la Fuente, y a su vez, hermano del también revolucionario Abraham Cepeda de la Fuente; fue bautizado el 8 del mismo mes. Fue alumno del Ateneo Fuente e inició su preparación profesional en la Escuela Nacional de Medicina llegando a titularse en la Facultad de Medicina de San Luis Potosí.
Fundó centros antirreeleccionistas en Coahuila y en San Luis Potosí, y en Saltillo luchó contra la reelección de José María Garza Galán y de Porfirio Díaz. Perteneció al Centro Democrático Coahuilense que en 1908 apoyó a Venustiano Carranza para gobernador de Coahuila. Se adhirió a Francisco I. Madero en los inicios de su gesta revolucionaria habiendo participado en los clubes de San Antonio, Texas ayudando a redactar el plan de San Luis.
Fundó en San Luis Potosí el Centro Antirreeleccionista Potosino. Editó periódicos subversivos, uno de ellos Reconquista. En octubre de 1910 ayudó resueltamente a la fuga de Madero de San Luis Potosí, él escapó a su vez en compañía del licenciado Roque Estrada. 
Madero lo designó gobernador y comandante militar de San Luis Potosí para iniciar el 20 de noviembre de 1910 el movimiento libertario, de conformidad con el Plan de San Luis. En Cuesta de Campa, al frente de 200 hombres, se levantó en armas. Como comandante militar regresó a Saltillo para organizar la lucha dando a conocer, el 25 de febrero de 1911, un "Acta de Rebelión", desconociendo al gobierno de Díaz, apoyando a Madero y al Plan de San Luis del 5 de octubre de 1910.
Al frente de sus tropas recorrió el sureste de Coahuila y Nuevo León acompañado por revolucionarios de la talla de , Eulalio Gutiérrez, Matías Ramos, Gertrudis Sánchez, Félix U. Gómez, Ildefonso Pérez, Andrés Saucedo, Adolfo Huerta Vargas, Ernesto Santos Coy, Francisco Coss,  Francisco Maldonado, , Fernando Dávila, Guadalupe Dávila, Jesús Dávila Sánchez, Rosalío Alcocer, , Silvino García y su hermano Abraham Cepeda.
En 1911 fue elegido gobernador de San Luis Potosí. Organizador de fuerzas revolucionarias al servicio de Carranza, fue hecho prisionero en febrero de 1913 por órdenes de Victoriano Huerta. Junto con el gobernador de Aguascalientes, Alberto Fuentes Dávila, logró escapar de la penitenciaría del Distrito Federal. 
Fue comandante militar del sur de Nuevo León y Coahuila. Se enfrentó al villismo y a los convencionistas. Al fallecimiento de su hermano, el general Abraham Cepeda, comandó las fuerzas de este combatiendo en los estados de Morelos y México. Gobernador de este último en 1916. Fue senador en 1917 por San Luis Potosí. 
Al fallecimiento de Carranza en 1920 se retiró a la vida privada. Hombre culto, colaboró en periódicos y escribió varios ensayos. Unió su vida con Guadalupe Rocha Castro, procreando a su única hija, Lydia Cepeda Rocha. Cepeda de la Fuente falleció en la capital de la República el 25 de agosto de 1947.
Las oraciones fúnebres fueron pronunciadas por el general Juan Barragán con la representación del presidente de la República, licenciado Miguel Alemán Valdés y por Fernando de la Fuente. Al final del sepelio también tomó la palabra el general Marciano González y a nombre de los revolucionarios habló el general Joaquín de Valle. Está sepultado en el panteón Francés de la Ciudad de México.